# アントワーヌ・ドルレアン (モンパンシエ公)
アントワーヌ・マリー・フィリップ・ルイス・ドルレアン（仏：Antoine Marie Philippe Louis d'Orleans, 西：Antonio María Felipe Luis de Orleáns, 1824年7月31日 - 1890年2月4日）は、フランスの王族。モンパンシエ公。第3代ガリエラ公。

## 生涯
フランス王ルイ・フィリップと妃マリー・アメリーの末子として、ヌイイ城で誕生した。
1846年10月10日、マドリードでスペイン王女ルイサ・フェルナンダ（スペイン女王イサベル2世の妹）と結婚した。この結婚により「スペイン王子アントニオ」（Infante Antonio de España）の称号も得た。アントワーヌはスペイン王女を妃としたことで、スペイン王位への野望を隠さなかった。1848年に2月革命でスペインへ亡命した。義姉イサベル2世に対抗して、反・宰相フアン・プリム派を支持した。1870年には、王配フランシスコの弟セビーリャ公エンリケ・マリアと決闘して公を殺し、1ヶ月間投獄された。同年11月、イサベル2世に代わる国王の選挙がコルテスで行われた際、イタリア王子のアマデオ1世が191票を得て選ばれたのに対し、アントワーヌはわずか27票しか得られなかった。1888年、オルレアン派の重要な支援者の1人で個人的な友人でもあったマリーア・ブリニョーレ・サーレ・デ・フェラーリが死去した際、イタリアのガリエラ公爵位と付属所領を遺贈されている。
妻との間に10子をもうけ、子供たちは皆スペイン王子・王女の称号を有した。
- マリア・イサベル・フランシスカ・デ・アシス・アントニア・ルイサ・フェルナンダ・クリスティーナ・アメリア・フィリパ・アデライーダ・ホセファ・エレナ・エンリケッタ・カロリーナ・フスティーナ・ルフィーナ・ガスパリーナ・メルシオーラ・バルタサーラ・マテア（1848–1919） - 父方従兄のパリ伯フィリップと結婚
- マリア・アマリア・ルイサ・エンリケータ（1851–1870）
- マリア・クリスティーナ・フランシスカ・デ・パウラ・アントニエータ（1852–1879） - 母方従兄のスペイン王アルフォンソ12世（妹メルセデスの寡夫）と婚約
- マリア・デ・ラ・レグラ・フランシスカ・デ・アシス・アントニア・ルイサ・フェルナンダ（1856–1861）
- 死産児（1857）
- フェルナンド・マリア・エンリケ・カルロス（1859–1873）
- マリア・デ・ラス・メルセデス・イサベル・フランシスカ・デ・アシス・アントニア・ルイサ・フェルナンダ（1860–1878） - 母方従兄のスペイン王アルフォンソ12世と結婚
- フェリペ・ライムンド・マリア（1862–1864）
- アントニオ・マリア・ルイス・フェリペ・フアン・フロレンシオ（1866–1930） - 母方従姉のスペイン王女エウラリアと結婚
- ルイス・マリア・フェリペ・アントニオ（1867–1874）